# تریومف تی‌آر۳بی

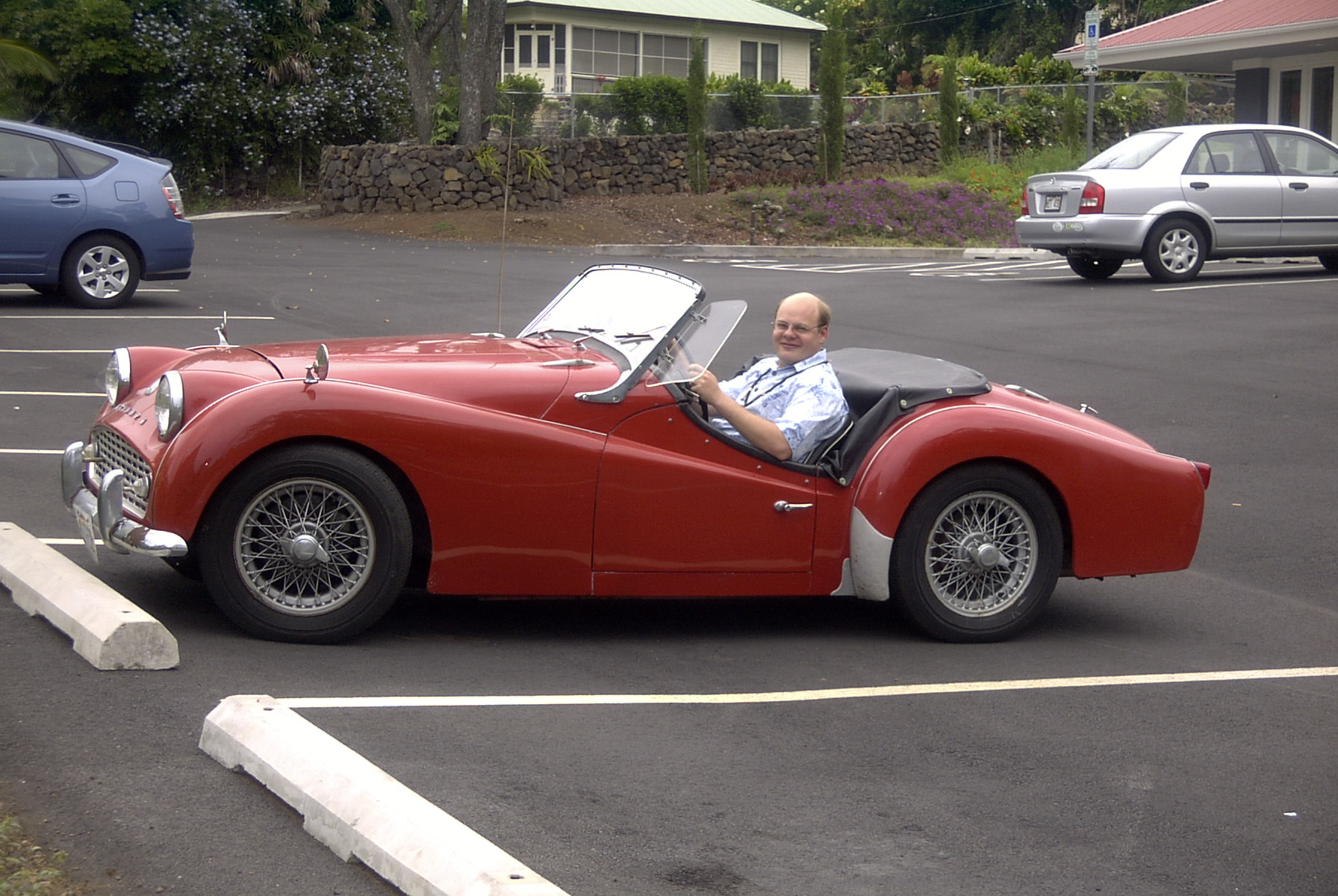

تریومف تی‌آر۳بی (Triumph TR۳B) خودرویی است که در سال‌های ۱۹۶۲تولید شده‌است.
این خودرو در کلاس خودرو اسپورت قرار گرفته، طراحی آن خودروهای موتور جلو-محور عقب بوده طول آن در حالت طبیعی ۳٬۸۳۵ میلیمتر (۱۵۱٫۰ اینچ)، عرض آن در حالت طبیعی ۱٬۴۱۰ میلیمتر (۵۵٫۵ اینچ) و  ارتفاع آن در حالت طبیعی ۱٬۲۷۰ میلیمتر (۵۰٫۰ اینچ) و  وزن آن در حالت طبیعی ۹۰۴ کیلوگرم (۱٬۹۹۳ پوند)  است.
موتور آن ۲۱۳۸ سی‌سی سیستم جعبه‌دندهٔ آن ۴ دنده به صورت دستی است.